# Андреа Дорија
Андреа Дорија (итал. Andrea Doria; Онеља, 30. новембар 1466 — Ђенова, 25. новембар 1560) је био по професији плаћени војни заповједник (итал. condottiero), адмирал и државник. Најприје у служби свог родног града, папе Иноћентија VIII, војводе од Урбина, напуљског краља Фердинанда II Напуљског, француског краља Франсоа I и њемачко-римског цара Карла V. Рођен је на Лигурској обали, у сјеверној Италији, у мјесту Онеглија (недалеко од Сан Рема) данас у саставу града Империја, на феудалном посједу ђеновљанске породице Дорија (касније у посједу Савоја). У вријеме његовог рођења, фамилија Дорија је била једна од четири које су се бориле за власт у Ђенови. По прераној смрти оца дјетињство је провео у сиротишту (које је било у вези са капетаном гарде папе Иноћентија VIII).

## Освајање Новог
Као господар Ђенове под Хабзбурговцима (у чију службу ступа 1528. године) налазио се на челу шпанско-млетачке флоте, која је током љета 1538. године упловила у крфске воде са задатком напада на османску флоту Хајрудина Барбаросе. Из Јонског мора, флота је на повратку упловила у Боку Которску, а шпанске копнене снаге (претпоставља се, уз помоћ Пераштана) под његовом командом, од Османлија заузимају Нови, 27. октобра 1538. године. И данас се једна градска врата Херцег Новог зову „Перашка врата“ (кроз која су се у утврђени град на јуриш пробили Пераштани). Шпанци су у Новом имали посаду од 4000 људи, мада је Млетачка република због тога протестовала, сматрајући Нови својим стратегијски важним упориштем (за безбједност посједа Венеције у Боки Которској). Међутим, у августу 1539. године, Нови поново пада под османску власт.